# Llanfairfechan

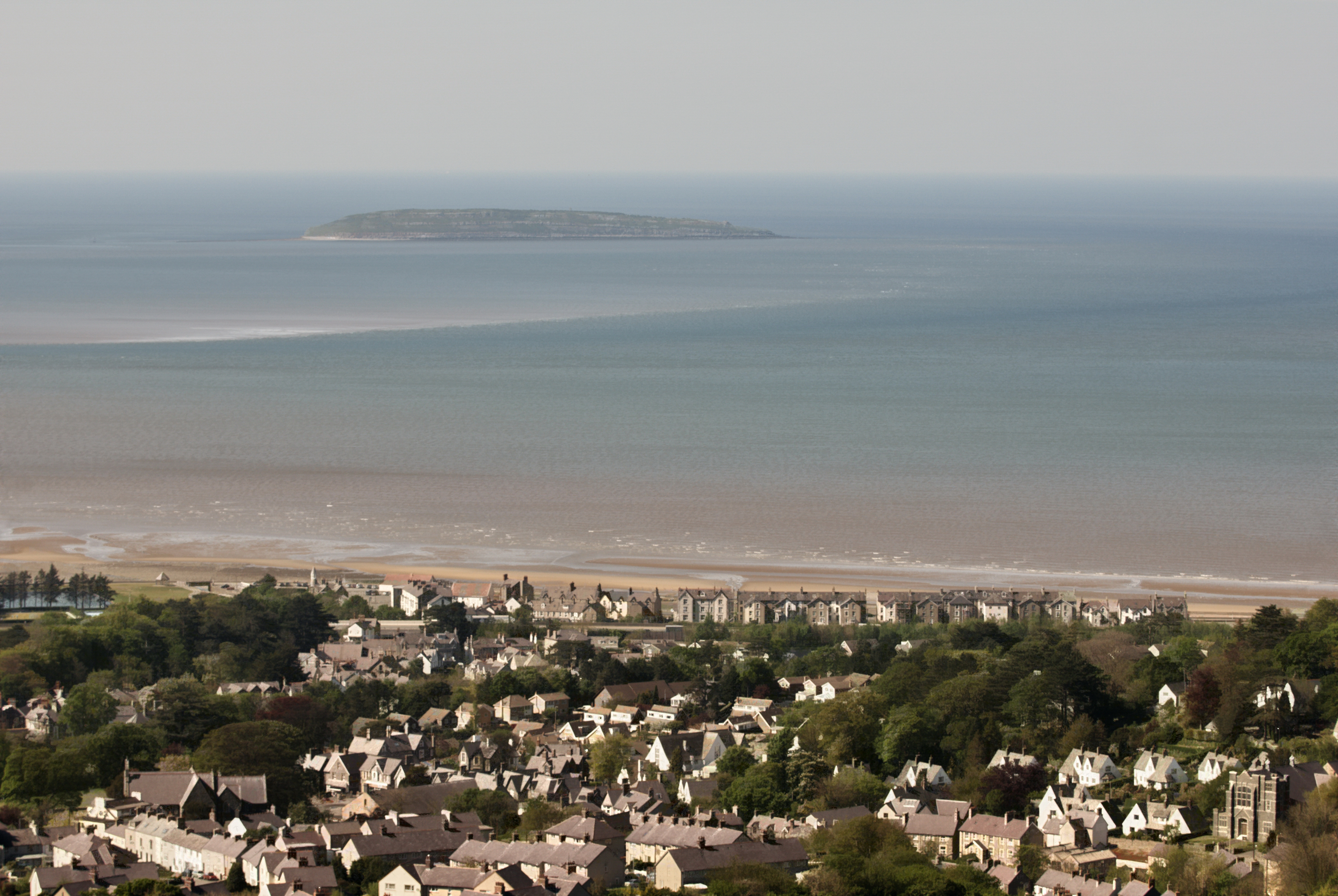
Vue générale sur Llanfairfechan. L'île de Puffin se trouve à l'arrière-plan.

Llanfairfechan est une communauté du pays de Galles, située dans le county borough du Conwy. Elle est jumelée depuis juin 2011 avec Pleumeleuc.

## Personnalités liées à la commune
Le capitaine pilote Valentine Henry Baker, cofondateur de la société Martin-Baker, est né le 24 août 1888 à Llanfairfechan.